# Sant Miquel del Faig
Sant Miquel del Faig és la capella particular del Faig, o Can Faig, del veïnat del Grau, en el terme nord-català de Serrallonga, a la comarca del Vallespir (Catalunya del Nord).
Està situada a la masia del Faig, la més enlairada i oriental del veïnat.
És una església petita, d'una sola nau, inserida en les mateixes construccions del mas.